# Flik 24
La Fliegerkompanie 24 (abbreviata in Flik 24) era una delle squadriglie della Kaiserliche und Königliche Luftfahrtruppen.

## Storia

### Prima guerra mondiale
La squadriglia fu creata all'inizio del 1916 e si addestra a Strasshof an der Nordbahn ed Aspern in Austria prima di andare all'Aeroporto di Cirè di Pergine Valsugana in Italia dal 16 marzo con gli Hansa-Brandenburg C.I.
L'unità operava nell'ambito dell'11ª Armata ed era al comando dell'Hauptmann Gustav Studeny.
Dalla fine di aprile 1916 arriva Josef Kiss che presto diventa un Asso dell'aviazione rimanendo fino al novembre 1917, sempre nel 1916 vi era anche Georg Kenzian e dal maggio 1916 Julius Kowalczik.
Nel maggio 1916 la Flik era sempre a Cirè al comando di Studeny con 4 Brandenburg C I.
Il 25 agosto l'Hansa-Brandenburg C.I di Kiss con l'osservatore Tenente Kurt Fiedler costringe all'atterraggio il Caproni del Capitano Coniglio della 5ª Squadriglia vicino al Forte Campo Luserna in territorio austriaco.
Il 17 settembre il Caproni del Capitano Filippo Valdimiro della 5ª Squadriglia viene abbattuto da due Br. C.1 di cui uno era ancora quello di Kiss con l'osservatore Oberleutnant Karl Keizar, in collaborazione con il Feldwebel Karl Maurer ed il Leutnant Albert Elischak della Flik 17 e compie un atterraggio di emergenza a Chizzola causando gravi ferite a Valdimiro che morirà il 23 settembre.
Il 19 maggio 1917 il comandante della 78ª Squadriglia aeroplani da caccia Domenico Bolognesi ottiene una nuova vittoria sul cielo di Feltre, ai danni del Brandeburg C.I serie 29.70 che prende terra a Busche di Cesiomaggiore nelle linee italiane, pilotando il Nieuport 17 serie 2619.
Nel maggio-giugno 1917 è a Pergine con 4 Hansa-Brandenburg C.I, 1 Hansa-Brandenburg D.I e 2 Albatros D.III.
Il 14 giugno un SAML S.2 della 113ª Squadriglia viene abbattuto in Val d'Assa dal Br. D.I di Kiss ed atterra in emergenza nelle linee austriache.
Il 13 luglio Kiss su Hansa-Brandenburg HD.1 abbatte un Savoia-Pomilio SP.2 della 26ª Squadriglia.
Il 25 luglio 1917, l'intera forza aerea fu riorganizzata; in questo processo, la squadriglia riceve compiti da ricognizione divisionale (chiamata Divisions-Kompanie 24, Flik 24D) ed arriva Josef Friedrich. Nell'ottobre-novembre 1917 partecipò alla Battaglia di Caporetto e nel luglio del 1918 alla Battaglia del solstizio. Nel settembre 1918, quando fu riorganizzata, riceve compiti di Corpo (Korps-Kompanie, Flik 24K).
Al 15 ottobre successivo è a Cirè con 2 HB C.I e 1 Ufag C.I.
Nella squadriglia i suoi assi riuscirono ad abbattere i seguenti velivoli:
- Kiss 7;
- Kowalczik 5;
- Kenzian e Friedrich 2.

Dopo la guerra, l'intera aviazione austriaca fu eliminata.